# كولن ماكري: ديرت 2
كولن ماكري: ديرت 2 (بالإنجليزية: Colin McRae: Dirt 2) ، هي لعبة فيديو إلكترونية من نوع رياضة السيارات وعالم رالي، أنتجت سنة 2009 وتعمل على أنظمة عدة ومنها بلاي ستيشن 3 وإكس بوكس 360.